# Pronkstilleven

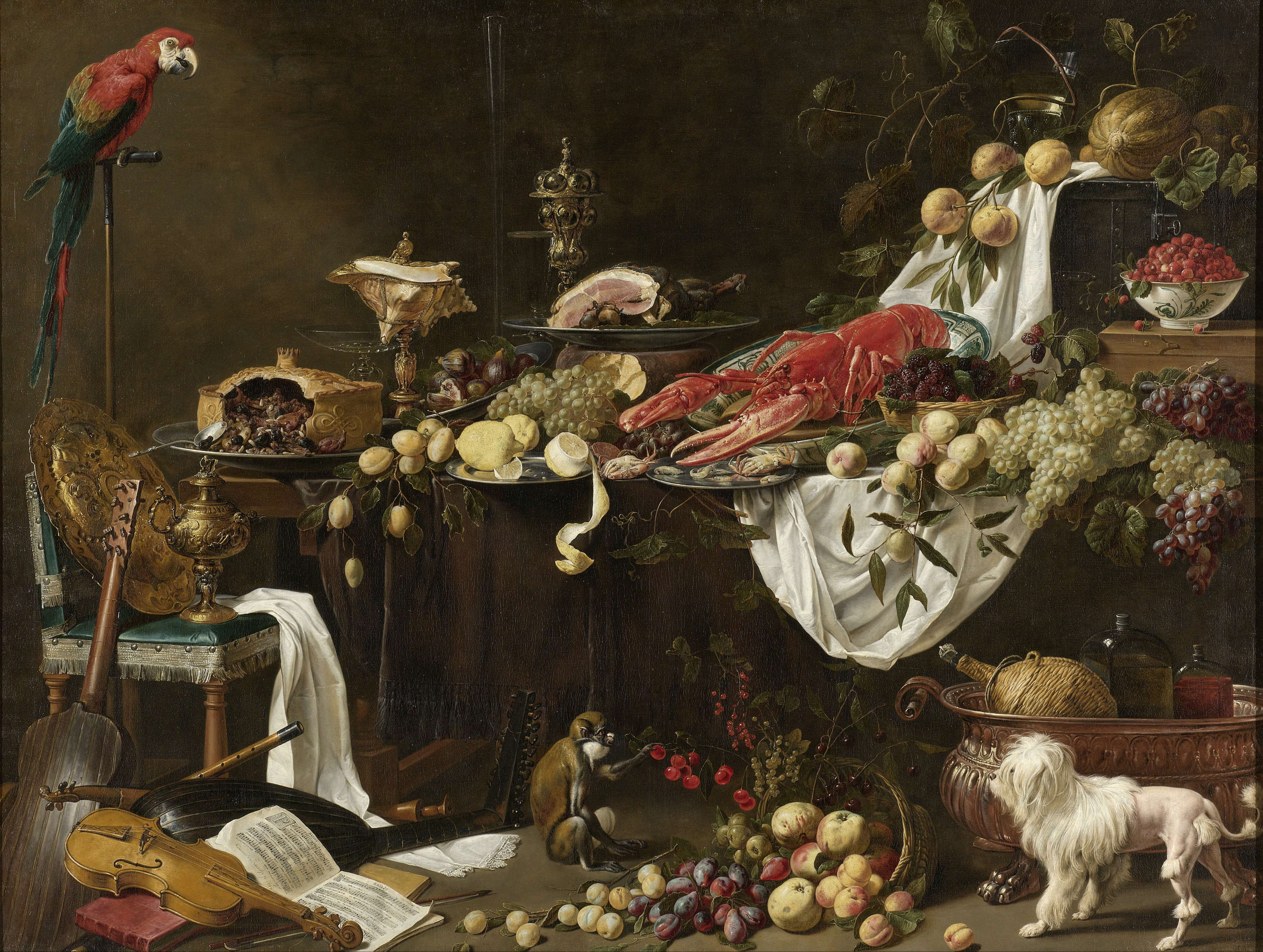
Adriaen van Utrecht: Zátiší s hostinou (1644)

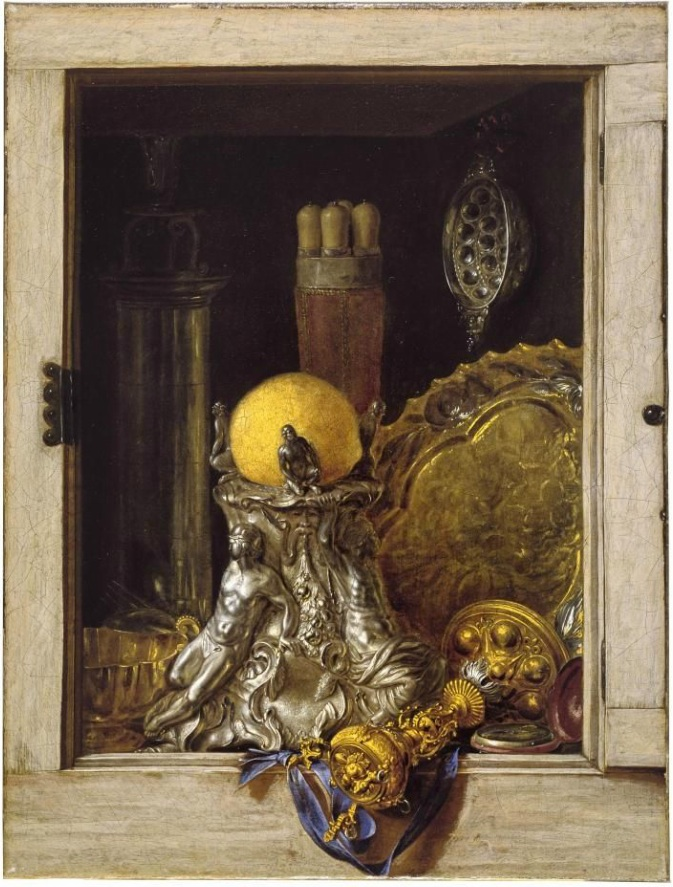
Cornelis Norbertus Gijsbrechts: Trompe-l'oeil: otevřená skříň s ozdobnými předměty (mezi 1665/1670)

Pronkstilleven je druh zdobného zátiší, který se poprvé objevil ve 40. letech 17. století v Antverpách. Odtud se v krátké době rozšířil do Nizozemska.

## Vývoj
Vlámští umělci jako Frans Snyders a Adriaen van Utrecht malovali zátiší, která zobrazovala množství rozmanitých, luxusních nebo exotických předmětů, ovoce, květin a mrtvé zvěře, a to často společně s živými zvířaty a lidmi; tento styl byl brzy přejat nizozemskými umělci jako například Janem Davidszoonem de Heemem, který strávil dlouhou dobu své aktivní kariéry v Antverpách a byl jedním z průkopníků pronkstilleven v Holandsku a zároveň jeho nejvýraznějším reprezentantem. Dalšími předními představiteli byli Rachel Ruyschová, Nicolaes van Verendael, Alexander Coosemans, Carstian Luyckx či  Jasper Geeraards.
Cornelis Norbertus Gijsbrechts tento styl dále rozvinul začleněním pronkstilleven do svých trompe-l'œil. Příkladem je jeho dílo Trompe-l'oeil: otevřená skříň s ozdobnými předměty v gentském Muzeu výtvarných umění.